# The Thermal Club Raceway
Der The Thermal Club Raceway ist eine Motorsport-Rennstrecke auf dem Gelände eines gleichnamigen Motorsport-Resorts bei Thermal, Kalifornien. Die bis 2017 in 3 Abschnitten fertiggestellte Rennstrecke ist in ihrer längsten Variante mit 8,208 km Länge eine der längsten permanenten Motorsport-Rennstrecken Nordamerikas.

## Geschichte
Zu Beginn der 2000er Jahre begann eine Gruppe von Investoren Pläne für ein privates Motorsport-Resort in der Wüste von Kalifornien zu entwickeln, in dem eine vermögende Klientel ihre Sportwagen zum Auslauf bringen konnte. Für den Entwurf des in 3 Abschnitten angelegten Kurses zeichnete Alan Wilson verantwortlich. Die Auswahl des Asphalts und die Simulation der ersten Entwürfe wurden von Roger Penske mit unterstützt. Der Bau des ersten Abschnitts begann 2012, wobei etwa 14.000 Palmen-Bäume auf dem Gelände umgepflanzt werden mussten.
Die drei Teilstrecken wurden in mehreren Phasen gebaut. Die erste war der so genannte South Palm Course, der im Jahr 2014 eröffnet wurde. Es folgten der North Palm Kurs im Jahr 2015 und der Desert Kurs im Jahr 2017. Jede Strecke ist mit farblich gekennzeichneten Randsteinen und Auslaufzonen versehen: rot für den South Palm Course, blau für den North Palm Course und grün für den Desert-Kurs.

## Streckenbeschreibung
Die Strecke besteht aus 3 parallel separat betreibbaren Krennkursen: Dem 3,219 km langen South Palm Circuit und dem 1,971 km langen North Palm Circuit – die beide zum 4,345 km langen Twin Palm Circuit kombiniert werden können – sowie dem etwa 3,8 km langen Desert Circuit. Kombiniert man alle 3 Kurse so entsteht der 8,208 km lange GT-Circuit. Insgesamt können über 20 verschiedene Streckenvarianten auf dem Gelände konfiguriert werden.

## Veranstaltungen
Die IndyCar Series fuhr ein Preisgeldrennen im Jahr 2024 auf dem 4,82 Kilometer (3,067 Meilen) langen Kurs, dieses gewann Alex Palou mit einem Auto des Teams Chip Ganassi Racing. Für die IndyCar Series 2025 hat die permanente Rennstrecke den Status bekommen für ein Meisterschaftslauf. Die Strecke ist für die Fahrer eine Herausforderung, es gibt Kurven mit engem Radius aber auch langgezogene, schnelle Kehren. Auch Geraden mit Höchstgeschwindigkeiten von über 300 km/h sind im Layout enthalten.

## Der Club
Der Thermal Club umfasst ein Luxusresort mit etwa 200 Villen für gut betuchte Motorsport-Freunde. Um Mitglied zu werden, ist der Kauf einer Luxusvilla, mit Blick auf die Rennstrecke, Voraussetzung. So endstand ein exklusiver Ort bei Thermal, im Süden von Kalifornien. Die Rennstrecke hatte der Club im Jahr 2014 fertiggestellt.

## Statistik

### IndyCar-Sieger
| Saison | Datum    | Sieger     | Team                |
| ------ | -------- | ---------- | ------------------- |
| 2025   | 23. März | Alex Palou | Chip Ganassi Racing |